# Александрія-Кшивовольська
Александрія-Кшивовольська (пол. Aleksandria Krzywowolska) — село в Польщі, у гміні Рейовець Холмського повіту Люблінського воєводства.
Населення — 124 особи (2011).
У 1975-1998 роках село належало до Холмського воєводства.

## Демографія
Демографічна структура станом на 31 березня 2011 року:
|          | Загалом | Допрацездатний вік | Працездатний вік | Постпрацездатний вік |
| -------- | ------- | ------------------ | ---------------- | -------------------- |
| Чоловіки | 64      | 15                 | 44               | 5                    |
| Жінки    | 60      | 18                 | 29               | 13                   |
| Разом    | 124     | 33                 | 73               | 18                   |